# Неприличные деньги
«Неприличные деньги» — российский комедийный телесериал производства компании Comedy Club Production. Сняли сериал авторы «Домашнего ареста» Семён Слепаков и Пётр Буслов.
Премьера первых двух серий состоялась на видеосервисе Premier и телеканале ТНТ 8 мая 2023 года. Последующие серии показаны не были. По сообщениям СМИ причиной стал присвоенный российскими властями статус иноагента Семёну Слепакову и антивоенная позиция высказанная Ксенией Раппопорт против вторжения России на Украину. Через три месяца после выхода сериал и вовсе был удален с платформ.

## Сюжет
Постсоветская Россия, лихие девяностые годы двадцатого века… Преподаватель института в Пятигорске кандидат экономических наук пытается применить свои теоретические знания на практике. Однако его бизнес-схемы постоянно дают сбой, и сменить протёртые штаны из бывшей ГДР на новенькие джинсы из Америки никак не получается.
Сына ловят в школе на воровстве, отец вынужден идти за помощью к бандитам. В итоге главный герой оказывается втянут в мутную схему с опасными кредиторами и неприличными товарами, которые ему придётся продавать, просто чтобы остаться в живых.

### Серии
| № серии | Описание серии | Премьера   |
| ------- | --- | ---------- |
| 1       | Кандидат экономических наук Сергей Леонидович преподает в университете, много раз прогорал в бизнесе и совсем не может встроиться в новую экономику девяностых. Когда сына обвиняют в воровстве и требуют вернуть крупную сумму денег, действовать приходится решительно. | 8 мая 2023 |
| 2       | Сергей Леонидович едет в Москву с пакетом денег, чтобы закупить компьютеры для университета. Там ему предлагают вместо компьютеров вложиться в прибыльный бизнес. Его супруга Марина Борисовна, отчаявшись, решает тоже заработать быстро и много.                        | 8 мая 2023 |

## В ролях
| Актёр                | Роль                                                                       |
| -------------------- | -------------------------------------------------------------------------- |
| Константин Хабенский | Сергей Леонидович кандидат экономических наук, доцент                      |
| Ксения Раппопорт     | Марина Борисовна преподаватель французского языка, жена Сергея Леонидовича |
| Максим Лагашкин      | Таракан учитель физкультуры                                                |